# O (음반)
《O》는 아일랜드의 음악가 데미안 라이스의 데뷔 스튜디오 음반으로, 원래 2002년 2월 1일에 아일랜드와 영국에서 발매되었다. 이 음반은 라이스의 친구인 마이크 크리스토퍼에게 바쳐졌다. 그는 2001년에 머리를 다쳐 사망했다.

## 배경
데미안 라이스는 이전에 밴드 주니퍼의 멤버였으며, 창작 방향의 변화로 해체되자, 이탈리아 시골에서 안식년을 보낸 뒤 아일랜드로 돌아왔다. 그는 라이스의 노래를 듣고 감명을 받은 두 번째 사촌인 작곡가 데이비드 아놀드를 만나 라이스의 데모를 음악 출판사에 보내 성공을 거두지 못했다. 실망한 아놀드는 라이스와 함께 홈 스튜디오에 녹음 장비를 설치해 독립적으로 음반을 만들었다. 그는 음반이 완성되면 용서받을 수 있는 500달러의 대출금을 아버지로부터 받는 것에 대해 묘사하고 있다. 녹음 과정에는 당시 라이스의 개인적이고 전문적인 파트너였던 오페라 가수, 그레고리안 성가, 리사 해니건의 묵직한 영향력이 포함되었다.
라이스는 만약 그가 그런 계약을 체결한다면, 그의 향후 작업을 위태롭게 할 것이고, 그가 원하지 않는 방향으로 움직일 수밖에 없을 것이라고 믿으면서, 주요 음반사의 지원 없이 음반을 발매하고 싶었다. 이 음반은 "개인 삽화와 가사, 사진으로 채워진 CD 크기의 하드커버 책"으로 발매되었다. 2003년에는 독립 아티스트들에 초점을 맞춘 당시 새롭게 설립된 레이블인 벡터 레코드로부터 배급 지원을 받을 것이다.
그는 나중에 자신의 동기를 "다른 모든 사람들을 잊고, 또 다시 우리 자신을 위해 만들고 있는 다음 녹음을 남들이 생각하지 않는 공간에 있는 것에 대한 무언가가 있기 때문입니다. 여러분은 음악과 감정을 창조하는 순간에 있고 여러분이 편안하게 느끼는 사람들과 함께 있는 공간에 있습니다. 그리고 저에게는 그것이 우리가 해왔던 것과 우리가 하는 일의 본질입니다."

## 곡 목록
모든 곡들은 특별한 언급이 없는 한 데미안 라이스에 의해 작사/작곡하였다.
| #   | 제목 | 작사·작곡                                                              | 재생 시간 |
| --- | --- | ---------------------------------------------------------------------- | --------- |
| 1.  | 〈Delicate〉 |                                                                        | 5:12      |
| 2.  | 〈Volcano〉 | 라이스, 브라이언 크로스비, 데이비드 제라그티, 폴 누난, 도미니크 필립스 | 4:38      |
| 3.  | 〈The Blower's Daughter〉                                                                                            |                                                                        | 4:44      |
| 4.  | 〈Cannonball〉 |                                                                        | 5:10      |
| 5.  | 〈Older Chests〉 |                                                                        | 4:46      |
| 6.  | 〈Amie〉 |                                                                        | 4:36      |
| 7.  | 〈Cheers Darlin'〉                                                                                                   |                                                                        | 5:50      |
| 8.  | 〈Cold Water〉 |                                                                        | 4:59      |
| 9.  | 〈I Remember〉 |                                                                        | 5:31      |
| 10. | 〈Eskimo (히든 트랙 〈Prague〉는 7:07부터 13:00까지, 〈Silent Night〉는 14:09부터 15:57까지 리사 해니건이 불렀다.)〉 |                                                                        | 15:57     |